# Väner-Shuttles
Die Väner-Shuttles waren zwei Tank-RoRo-Frachtschiffe, mit denen sowohl Mineralölprodukte als auch RoRo-Ladungen transportiert werden konnten.

## Geschichte
Die Schiffe wurden für einen neuen Liniendienst der Stora-Gruppe mit Forstprodukten geplant und gebaut. Stora übertrug die Entwicklung und den Bau an die Rotterdamer Reederei Van Nievelt, Goudriaan & Co.’s Stoomvaart Maatschappij (NiGoCo), die wiederum das Subunternehmen International Service Center (ISC) in Schiedam gründete um die Planung, die Aufsicht und Teile des eigentlichen Baus abzuwickeln. Die Verträge mit ISC wurden Anfang September 1988 unterzeichnet. ISC war zwar für den Schiffsentwurf verantwortlich, übertrug die eigentliche Entwicklung aus Kapazitätsgründen aber an Vuyk Engineering in Rotterdam. Beide Kaskos wurden 1989 bei der Werft Scheepswerf Ravenstein in Deest an der Waal aus von sieben anderen Werften zugelieferten Sektionen gebaut, so dass bereits am 4. Januar 1989 das Kasko der Shuttle Göteborg vom Stapel lief. Der weitere Bau und die Fertigstellung der Schiffe inklusive des Anbaus der separat bei ISC in Schiedam gebauten Schiffsaufbauten fand bis Mai 1989 bei der Werft Van der Giessen-De Noord in Krimpen aan den IJssel statt. Insgesamt kostete jedes der Schiffe rund fünf Millionen US-Dollar.
Die Bereederung gab Van Nievelt, Goudriaan & Co.’s Stoomvaart Maatschappij an das Tochterunternehmen Seahorse Shipping Lines in Göteborg. Die Schiffe wurden im Linienverkehr zwischen Göteborg und den Häfen am Vänern-See durch den Trollhätte-Kanal betrieben. Von Göteborg wurden Benzin oder Öle transportiert, die Ladungen der Rückreise waren meist Forstprodukte oder Papier von Stora's Väner-Terminal in Karlstad zum Älvsborgshafen in Göteborg von wo die Ladungen durch Schiffe der Tor Line in Europa weiterverteilt wurden. Alternativ gab es auch andere Ladungen wie beispielsweise Saatgut.
Nachdem Van Nievelt, Goudriaan & Co. Ende 1990 zahlungsunfähig geworden waren, wurden die beiden Shuttles zunächst aufgelegt und dann auf die schwedische Reederei Vänerlinjen übertragen. Aufgrund ihrer Auslegung konnten die Väner-Shuttles trotz voll ausgenutzter Abmessungen nicht die Transportleistung reiner Tanker oder RoRo-Schiffe vergleichbarer Größe erreichen. Als die Ladungsmengen von Stora Enso zurückgingen und erhöhte Subventionen für den Schienentransport den Wettbewerb erschwerten, wurde eines der Shuttles im Jahr 2000 aufgelegt. Im folgenden Jahr wurden beide Schiffe an die Reederei Unifleet in Roosendaal verkauft und der Vänerndienst im April 2002 beendet. Nach einer erneuten Aufliegezeit ab Frühjahr 2003 in ’s-Gravendeel wurden die Shuttles im November 2004 an eine griechische Reederei weitergegeben und in Shuttle I und Shuttle II umbenannt. Die ehemalige Shuttle Göteborg wurde nach weiteren Verkäufen und Umbenennungen in Gamma I und MN Gamma I am 24. September 2011 aufgelegt, war danach aber noch wieder in Fahrt. Die Shuttle Karlstad wurde ebenfalls mehrfach verkauft, umbenannt und umgebaut. Sie ist 2023 als North Carrier in der Ostsee in Fahrt.

## Beschreibung
Der weitestgehend Kastenförmig gehaltene Schiffsentwurf mit stumpfen Bug und der großen Heckrampe ist maßgeschneidert für den Väner-Dienst und nutzt die maximal zulässigen Schiffsabmessungen der Kanalschleusen komplett aus. Um Umweltschäden im Havariefall zu vermeiden, wurden die Schiffe mit Doppelboden und doppelwandiger Bordwand gebaut.
Die Laderaumanordnung ist aufgeteilt in zwei Bereiche. Das Trailerdeck beginnt hinter der sehr kurzen Back und erstreckt sich über das komplette Hauptdeck bis zur hinteren elf Meter messenden Heckrampe. Die Aufbauten mit dem Steuerhaus sind ganz achtern, 6,50 m oberhalb des Trailerdecks angeordnet. Der Decksbereich vor den Aufbauten konnte mit verschiebbaren Wetterschutzdachelementen abgedeckt werden um auch eine Beladung mit Kränen zu ermöglichen. Das Deck war primär ausgelegt für den Transport von 28 sogenannten Rolux-Paletten mit jeweils 60 Tonnen Papier von Stora. Alternativ konnten 112 20-Fuß-Container geladen werden. An der Backbordseite des Hauptdecks befindet sich ein von vorn bis achtern durchlaufender schmaler Decksbereich in dem in der vorderen Hälfte das das Manifold und im hinteren Bereich die sechs auf Schlitten montierten Dieselgeneratoren montiert sind. Zwischen Doppelboden und dem Trailerdeck befinden sich sechs hintereinander angeordnete bis an die Seitentanks reichende Mineralöltanks.
Der unkonventionelle Antrieb der Schiffe besteht aus sechs an Backbord auf dem Hauptdeck angebrachten Dieselmotoren des Typs Volvo Penta TAMD 162A mit Stamford-Generatoren, die die elektrisch betriebenen 180 Grad drehbaren KaMeWa-Ruderverstellpropeller speisen. Die An- und Ablegemanöver werden zusätzlich durch ein Bugstrahlruder unterstützt.

## Die Schiffe
| Väner-Shuttles                     | Väner-Shuttles | Väner-Shuttles | Väner-Shuttles | Väner-Shuttles                                                                                    |
| Bauname                            | Bau- nummer    | IMO- Nummer    | Ablieferung    | Umbenennungen und Verbleib                                                                        |
| ---------------------------------- | -------------- | -------------- | -------------- | ------------------------------------------------------------------------------------------------- |
| Shuttle Karlstad                   | 262            | 8954879        | Juni 1989      | 1989 zum Deck Carrier umgebaut, 2004 Shuttle II, 2007 West Wind, 2019 North Carrier, so in Fahrt. |
| Shuttle Göteborg                   | 263            | 8954881        | Juni 1989      | 2004 Shuttle I, 2008 Gamma I, MN Gamma I, 2011 aufgelegt.                                         |
| Daten: Equasis, Miramar Ship Index |                |                |                |                                                                                                   |